# Список умерших в 962 году

## Январь
- 1 января — Бодуэн III, граф Фландрии (958—962)[1].

## Апрель
- 26 апреля — Адальберон I, епископ Меца (929—962), аббат монастыря Синт-Трёйден (944—962)[2].

## Сентябрь
- 7 сентября — Гозлен, католический святой, епископ Туля (922—962).

## Дата смерти неизвестна или требует уточнения
- Виша Самбхава, царь Хотана (912—962).
- Герлок (в крещении — Адель), дочь герцога Нормандии Роллона и его жены Поппы де Байё[3].
- Гильом II, граф Ангулема (с 926).
- Гуго де Вермандуа, архиепископ Реймса (925—931 и 940—946)[4].
- Дун Юань, китайский художник[5].
- Индульф, король Альбы (Шотландии) (954—962)[6].
- Карл Константин, граф Вьенна (931—962)[7].
- Мунд Аргайлский, настоятель монастыря в Аргайле, святой Католической церкви[8].
- Одоарио, епископ Асторги (952—962)[9].
- Ордоньо IV, король Леона (958—960)[10].
- Сигурд Хаконссон, представитель высшей норвежской знати, второй ярл Хладира (917—962).